# كأس ملك إسبانيا 1992–93
كأس ملك إسبانيا 1992–93 (بالإسبانية: Copa del Rey de fútbol 1992-93) هو الموسم 89 من كأس ملك إسبانيا. أشرف على تنظيمه الاتحاد الملكي الإسباني لكرة القدم، وكان عدد الأندية المشاركة فيه 205، وفاز فيه ريال مدريد.